# コハゼ
コハゼ
1. 機械式時計の部品。
2. 足袋などの留め具。小鉤。
3. エゴノキの別名。小櫨。
4. ナツハゼの別名。小櫨。

ここでは1.について述べる。
コハゼは主に機械式時計においてぜんまいばねを巻き上げ反対方向に回って解けないように固定する装置のことである。
"コハゼバネ"と呼ばれる板バネの一種と共に組み込まれる場合があり、角穴車に引っかける役割がある。

## 仕組み
コハゼは角穴車に引っかかっており、リューズや鍵によって香箱真を回すと香箱の外に接続されている角穴車も同時に回り、その回転方向をコハゼによって一方向に固定することで、間接的にぜんまいばねの巻き上げる方向を制御している。
コハゼの殆どは一方向に往復できる仕組みをとり、目的の方向には作用しないが、目的と反対方向の力がかかると角穴車の歯に引っかかり回転を阻止する。